# سهره زرد اوراسیایی
سهره زرد سرسیاه یا سهره زرد سرسیاه اوراسیایی (نام علمی: Spinus spinus) که در زبان انگلیسی به آن (Siskin) می‌گویند. در بخش‌های شمالی اروپا، و جنوب اسکاندیناوی دیده می‌شود و ۱۲ سانتیمتر طول دارد و کوچک و ظریف است. پرنده نر، به رنگ سبز مایل به زرد و با پیشانی و چانه سیاه و نوار پهن زردرنگی در بال‌ها و دو طرف دُم دیده می‌شود. همچنین دمُگاه زردرنگ است که در پرواز به خوبی دیده می‌شود. پرنده ماده، به رنگ زیتونی مایل به قهوه‌ای و زیر تنه سفید با اثری از رنگ زرد سبز در آن دیده می‌شود، که همراه با زردی درون بال‌ها، دُم و دمگاه، آن را متمایز می‌سازد. همچنین پرنده ماده فاقد سیاهی در سر است. این پرنده، دارای رگه‌هایی به رنگ قهوه‌ای تیره، در تمام سنین، است. در حالی که درون درخت، سرش روبه پایین است، به تغذیه می‌پردازد. در پرواز دُمش کوتاه به نظر آمده و پروازش موجی شکل است. پرنده‌ای اجتماعی است و اغلب در گروه دیده می‌شود. این پرنده در جنگل‌های سوزنی برگ، صنوبر، بیشه‌زارها و پرچین‌های بلند به سر برده و در زمستان‌ها در کشتزارها، به تعداد اندک دیده می‌شود و در درختان کاج، در انتهای شاخه‌ها، آشیانه می‌سازد. در ایران، زمستان‌ها فراوان است و به تعداد نسبتاً فراوان تولید مثل می‌کند. گاهی نسبتاً تا نواحی جنوب و مرکز فارس وبلوچستان نیز دیده می‌شود.

## نگارخانه

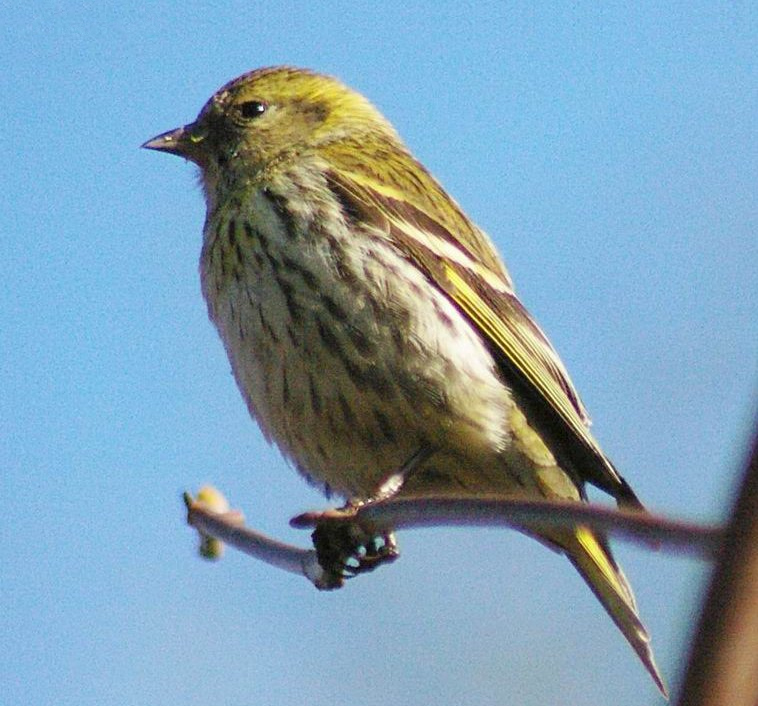
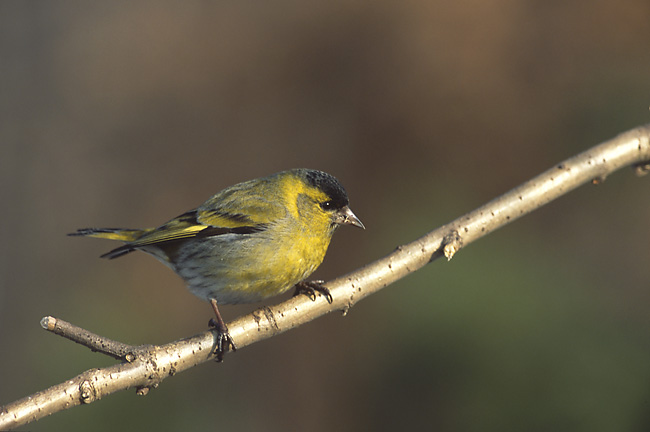
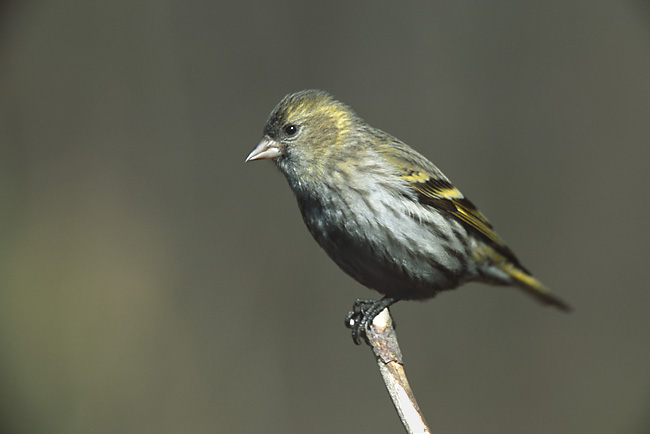
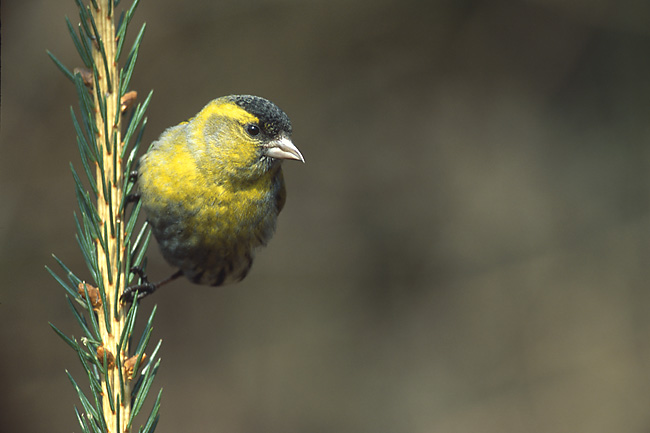
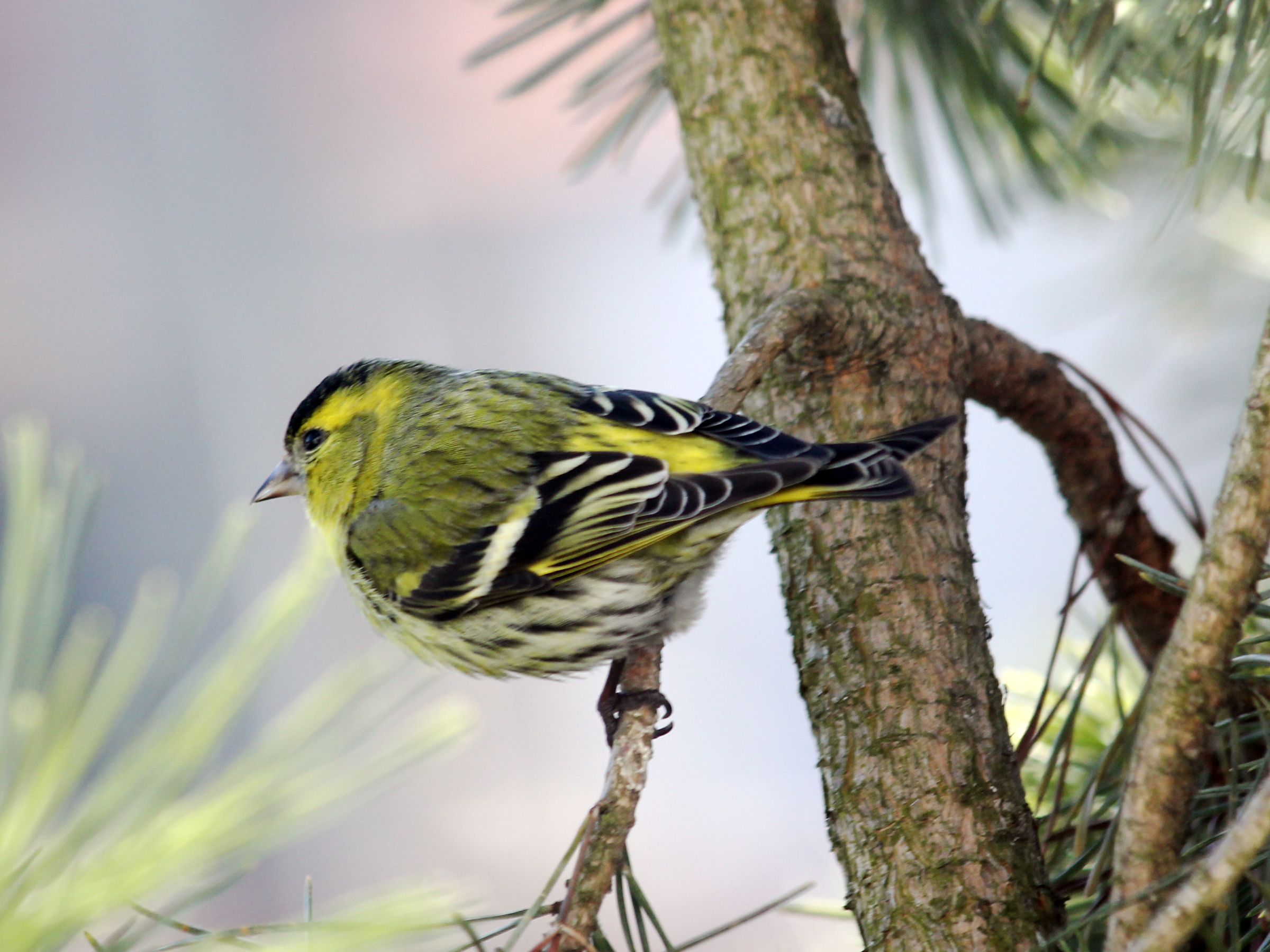